# Саудовская Аравия на Сурдлимпийских играх
Саудовская Аравия участвует в летних Сурдлимпийских играх с Игр 2001 года, в зимних Сурдлимпийских играх участия не принимали.

## Медальный зачёт

### Медали летних Сурдлимпийских игр
| Год  | Золото | Серебро | Бронза | Всего |
| 2009 | 0      | 0       | 1      | 1     |
| 2022 | 0      | 0       | 2      | 2     |